# Apepi
Apepi, também 'Apepi, foi governante de alguma parte do Baixo Egito durante o Segundo Período Intermediário que reinou aproximadamente c. 1 650 a.C.. De acordo com os egiptólogos Kim Ryholt e Darrell Baker, Apepi foi o quinquagésimo primeiro governante da XIV dinastia. Como tal, ele teria governado de Ávaris sobre o Delta Oriental do Nilo e, possivelmente, sobre o Delta Ocidental também. Alternativamente, Jürgen von Beckerath vê Apepi como um membro do final da XVI dinastia e um vassalo dos governantes hicsos da XV dinastia.

## Atestado
O único atestado seguro de 'Apepi' é o cânone de Turim, uma lista de reis redigida no Período Raméssida. Apepi está listado em um fragmento do documento correspondente à coluna 10, linha 15 (coluna 9, linha 16, conforme a reconstrução de Alan H. Gardiner do cânone de Turim). A posição cronológica de Apepi não pode ser determinada sem dúvida devido ao estado frágil e fragmentário do cânone. Além disso, o documento conserva apenas o começo do prenome de 'Apepi' como "'Ap [...]". que, Ryholt argumenta, pode ser restaurado para "'Apepi".

## Filho do rei Apófis
A reconstrução de Ryholt do nome de Apepi é significativa porque cinco selos escaravelhos com a inscrição "Filho do rei Apófis" são conhecidos. Em dois desses selos, a inscrição é, além disso, incluída em uma cartela e seguida por di-ˁnḫ que significa "vida dada". Esses dois atributos são normalmente reservados aos reis ou herdeiros designados ao trono e Apepi poderia ser o Apófis mencionado nos selos. Confirmando provisoriamente esta atribuição, Ryholt observa que ambos os escaravelhos podem ser datados em bases estilísticas da XIV dinastia, entre os reinados de Xexi e Iacube-Har.